# Leppington
Leppington är en by i civil parish Scrayingham, i kommunen North Yorkshire, i grevskapet North Yorkshire, i England. Byn är belägen 11 km från Malton. Leppington var en civil parish 1866–1935 när blev den en del av Scrayingham. Civil parish hade 74 invånare år 1931. Byn nämndes i Domedagsboken (Domesday Book) år 1086, och kallades då Lepinton.